# ヘイリー・ボールドウィン
ヘイリー・ボールドウィン（Hailey Rhode Baldwin Bieber、1996年11月22日 - ）は、アメリカ合衆国のモデル。女性。夫はジャスティン・ビーバーで、結婚後はヘイリー・ビーバー（Hailey Bieber）名義で活動している。

## 来歴

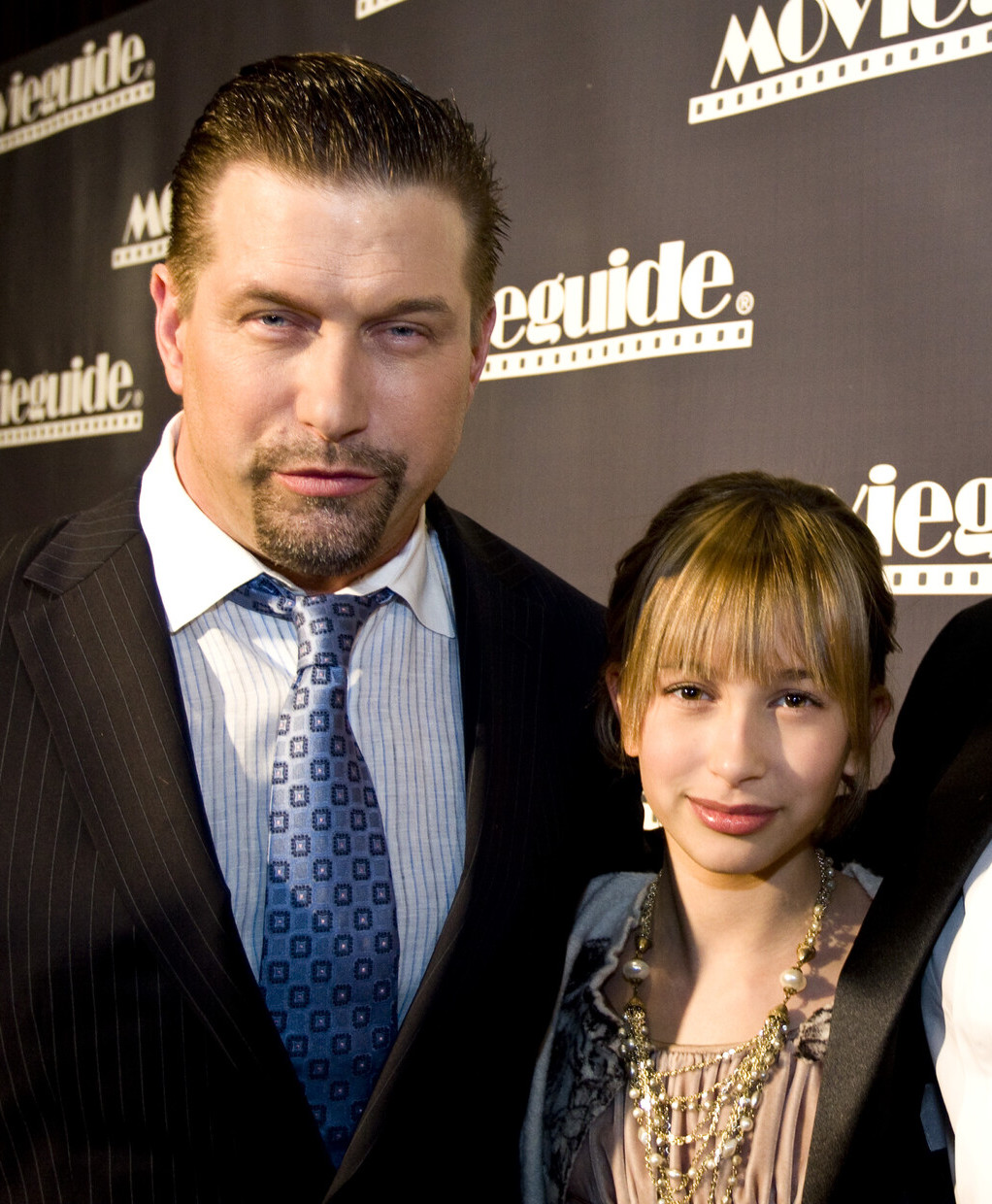
2009年、父・スティーヴン・ボールドウィンと

アリゾナ州ツーソン出身。俳優スティーヴン・ボールドウィンの娘で、父の3人の兄（本人から見れば伯父）アレック・ボールドウィン、ダニエル・ボールドウィン、ウィリアム・ボールドウィンも俳優。
バレリーナを目指して幼いころからバレエをしてきたが、足の怪我で断念、10代半ばからモデルとして活動し、大手のモデル事務所のフォードやIMGなどと契約し、多くのファッション雑誌、コレクションショー、雑誌のカバーでモデルを務め、人気モデルとして活躍する。

### 私生活
2018年6月に人気歌手のジャスティン・ビーバーとの交際が噂され、7月には婚約したことが報じられた。7月7日にバハマでデートを楽しんでいた際、ジャスティンがヘイリーにプロポーズしたという。9月にニューヨークの裁判所で正式に結婚したが、ジャスティンの精神的な問題もあり、結婚式は延期となった。約1年後の2019年9月30日、サウスカロライナ州のリゾートホテル「モンタージュ・パルメット・ブラフ」にあるサマーセット教会で挙式を行った。
2022年3月10日に脳卒中のような症状を訴えて緊急搬送されていた。
2024年5月9日にジャスティン・ビーバーとの間に第一子を妊娠したことを報告。
現地時間2024年8月23日夕方に第一子JACK BLUES BIEBER(ジャック・ブルース・ビーバー)の誕生を自身のSNSにて報告。